# セメ語
セメ語（セメご、Seme）またはシァム（Siamou）はニジェール・コンゴ語族のクルー諸語に属する言語である。1999年にはブルキナファソ西部に2万人、コートジボワールとマリに2万人の話者がいた。ブルキナファソでは主に上流域地方の州都オロダラ周辺で話されている。主要方言の一つにバンドゥーグー方言（Bandougou）があり、オロダラと周辺の村でも少し方言の差がある。

## 分類
ニジェール・コンゴ語族に属するとされる言語の下位分類全般に対して当てはまる事であるが、本言語の分類をめぐっては特に著しい混乱が見られる。グル語派に分類されたり、マンデ語派に配置されたりしていた事があるのである。エスノローグ第19版等に見られる様にしばらくの間はクルー諸語の一つとして落ち着いていたが、ロジャー・ブレンチはセメ語は他のクルー諸語の言語との類似性は低いという指摘を行った。これとは他の典拠に基づくGlottolog 2.7においてもMbre語 (en) やMpra語 (en) 等と共に「未分類のヴォルタ・コンゴ」に配置されている。

## 音韻論

### 声調
声調が存在する。この声調を用いて単数形と複数形の区別が行われる。たとえばkpar 〈猿〉を半低声調で発音すれば一匹、半高声調で発音すれば複数匹である事が表現可能である。この様な声調による数の区別という特徴を持つ言語は他には同じニジェール・コンゴ語族内ではカタブ語Gworok方言、ナイル・サハラ語族にはザガワ語やNgiti語 (en) が認められるが、これは世界中の言語同士を比較した場合全体において占める割合が非常に少なく、珍しい特徴であると言える。なお先述のkparは高声調で〈骨〉、低声調で〈ござ〉の意となる為、声調には意味を弁別する機能も備わっているといえる。

## 統語論

### 語順
文型はSOV型であり、属格-名詞の順で修飾が行われるが形容詞は名詞の後ろに来る。